# L'arte della guerra 2
L'arte della guerra 2 (The Art of War II: Betrayal) è un film del 2008 diretto da Josef Rusnak. É il sequel del film L'arte della guerra del 2000 seguito da L'arte della guerra 3 del 2009.

## Trama
Dopo che il suo capo è stato ucciso, l'agente Neil Shaw esce allo scoperto per fare giustizia, scoprendo una rete di corrotti e di criminali. La sua missione è di rimettere le cose a posto, ma scopre che una misteriosa organizzazione sta prendendo di mira alcuni papaveri del governo ed ucciderli, e Shaw diviene il primo sospettato degli omicidi.